# Poprad (flod)
Poprad (ungarsk: Poprád, tysk: Popper) er en flod der løber i det nordlige Slovakiet og det sydlige Polen, og en biflod til Dunajec-floden nær Stary Sącz Polen. Den har en længde på 170 kilometer ( hvoraf 63 km er inden for de polske grænser) og et afvandingsområde på 2.077 km2, (1.594 km2 i Slovakiet, og 483 km2 i Polen). En stor del af den polske del af dens bassin er inkluderet i det beskyttede område kaldet Poprad Landskabspark med Poprad Kløften, et populært turistmål mellem byerne Piwniczna og Rytro.
Poprad er den eneste store slovakiske flod, der løber nordpå ind i det sydlige Polen. Floden løber gennem de slovakiske byer Poprad, Kežmarok, Stará Ľubovňa og danner derefter 31,1 km af den polsk-slovakiske grænse og løber blandt andet gennem de polske byer Krynica-Zdrój, Muszyna, Piwniczna-Zdrój, Rytro, Stary Sącz og Żegiestów.

## Etymologi
Navnet er afledt af et proto-slaviske verbum pręd- (at løbe hurtigt, at hoppe), bevaret i de slovakiske ord priasť, pradenie (at spinde, snurre ).